# ProSieben
ProSieben, conocido en sus orígenes como Pro7, es un canal de televisión alemán en abierto de carácter privado, operado por el grupo ProSiebenSat.1 Media. Ofrece una programación generalista basada en espacios de entretenimiento. Su sede central se encuentra ubicada en Unterföhring, Baviera.
El canal comenzó sus emisiones en enero de 1989 a través de una frecuencia de televisión por cable, con una programación especializada en cine. Su fundador fue el empresario Thomas Kirch, hijo del magnate mediático Leo Kirch. En 1996, ProSieben obtuvo una frecuencia nacional de señal abierta y amplió su oferta a programas de humor, producción propia y entretenimiento. 
Desde octubre de 2000 pertenece a ProSiebenSat.1 Media, cuyos máximos accionistas son Mediaset y el fondo de inversión PPF. El grupo gestiona siete canales en abierto, entre ellos ProSieben —de carácter generalista— y ProSieben Maxx —orientado al público joven masculino—, además del servicio de transmisión por internet Joyn. Existen versiones con desconexiones publicitarias propias para Austria y Suiza.

## Historia

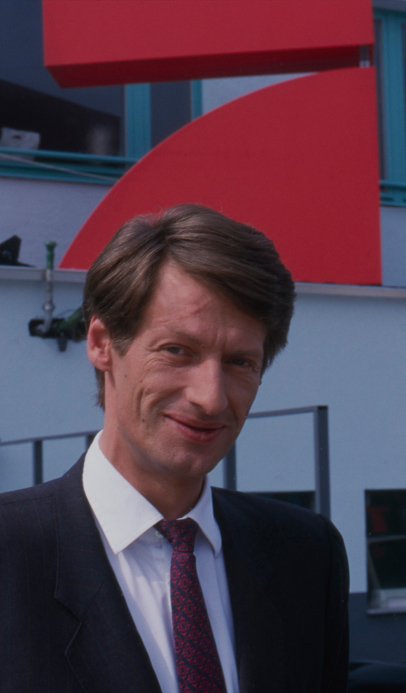
Thomas Kirch, fundador de ProSieben.

Las emisiones de Pro7 comenzaron el 1 de enero de 1989, a través de la frecuencia en televisión por cable que antes ocupaba Eureka TV. El propietario del nuevo canal era Thomas Kirch, hijo del magnate mediático Leo Kirch, quien llegó a un acuerdo con el empresario Gerhard Ackermans para comprarle la frecuencia. En aquella época Leo Kirch ya contaba con un canal de televisión privado, Sat.1.
En un primer momento, la programación de Pro7 estaba limitada a doce horas diarias y se componía de cine internacional, en su mayoría distribuido por Kirch. En menos de un año había expandido su cobertura a la televisión por satélite y se convirtió en una de las principales opciones dentro de la televisión privada, en competencia con Sat. 1 y RTL. A partir de octubre de 1994, el canal pasó a llamarse ProSieben y adoptó su imagen corporativa actual, con una mayor apuesta por la producción propia.
En 2000 se fundó el grupo ProSiebenSat.1 Media que agrupaba las tres cadenas controladas por la familia Kirch: ProSieben, Sat. 1 y Kabel Eins. Dos años después Kirch quebró y la propiedad del conglomerado quedó en manos de Haim Saban, quien lo traspasó en 2006 a dos fondos de inversión: KKR y Permira. Con su capital, ProSieben tomó el control de SBS Broadcasting Group y centró sus inversiones en el mercado germanófono.
En todo este tiempo, ProSieben mantuvo su programación original de entretenimiento y ficción estadounidense, bajo el eslogan We love to Entertain You (en español: «Nos gusta entretenerte»). En septiembre de 2013 inauguró un canal temático en abierto, ProSieben Maxx, centrado en público joven masculino.

## Programación
La programación de ProSieben está centrada en el entretenimiento y las series internacionales. A diferencia de Sat.1, con una programación generalista para todos los públicos, el público objetivo de ProSieben es masculino y urbano. Su canal temático ProSieben Maxx está enfocado al mismo grupo pero con una edad menor.
La mayoría de la programación se compone de series estadounidenses, entre ellas Los Simpson. En el horario estelar cuenta con espacios de producción propia, docurrealidad y cine de estreno. Dentro de los espacios propios ha destacado por ofrecer TV Total con Stefan Raab desde 1999 hasta 2016; los concursos Schlag den Star, The Voice of Germany y Germany's Next Topmodel, —este último presentado por Heidi Klum— y el programa Joko und Klass  —presentado por Joko Winterscheidt y Klaas Heufer-Umlauf—.

## Identidad Visual

1989-1994
Desde 1994
2005-2015 (Señal HD)

## Audiencias
|      | Enero | Febrero | Marzo | Abril | Mayo | Junio | Julio | Agosto | Septiembre | Octubre | Noviembre | Diciembre | Media anual |
| ---- | ----- | ------- | ----- | ----- | ---- | ----- | ----- | ------ | ---------- | ------- | --------- | --------- | ----------- |
| 2012 | 5.9%  | 5.7%    | 6.1%  | 6.4%  | 6.2% | 5.2%  | 6.0%  | 5.5%   | 5.7%       | 6.0%    | 6.1%      | 5.8%      | 5.9%        |
| 2013 | 5.1%  | 5.5%    | 5.3%  | 5.4%  | 5.9% | 5.9%  | 5.9%  | 5.5%   | 6.0%       | 6.0%    | 6.0%      | 6.0%      | 5.7%        |
| 2014 | 5.4%  | 5.4%    | 5.6%  | 5.6%  | 5.6% | 4.6%  | 5.2%  | 6.0%   | 5.9%       | 5.9%    | 5.7%      | 5.5%      | 5.5%        |
| 2015 | 5.1%  | 5.3%    | 5.4%  | 5.4%  | 5.5% | 5.2%  | 5.3%  | 5.5%   | 5.1%       | 5.4%    | 5.4%      | 5.4%      | 5.3%        |
| 2016 | 5.2%  | 5.2%    | 5.3%  | 5.2%  | 5.4% | 4.4%  | 4.7%  | 4.7%   | 4.8%       | 5.4%    | 5.1%      | 5.1%      | 5.0%        |
| 2017 | 4.7%  | 4.5%    | 4.7%  | 4.8%  | 4.6% | 4.5%  | 4.1%  | 3.9%   | 4.5%       | 4.7%    | 4.8%      | 4.2%      | 4.5%        |
| 2018 | 4.0%  | 4.1%    | 4.4%  | 4.6%  | 4.5% |       |       |        |            |         |           |           |             |

Fuente : Kommission zur Ermittlung der Konzentration im Medienbereich (KEK)
Leyenda :
Fondo verde : Mejor resultado histórico.
Fondo rojo : Peor resultado histórico.